# Pseudo-gerundivum
Het pseudo-gerundivum is de naam die soms gegeven wordt aan een grammaticaal verschijnsel in het Latijn, dat voorkomt wanneer een gerundium een lijdend voorwerp bij zich heeft.

## Regel
In dit geval doet zich het volgende voor:
1. het lijdend voorwerp neemt de naamval van het gerundium over
2. het gerundium neemt genus en getal van het lijdend voorwerp over

## Een voorbeeld ter verduidelijking
In de uitdrukking "utile (est) confirmando urbes" is 'confirmando' het gerundium in de dativus (= "voor het versterken"), en 'urbes' het lijdend voorwerp in de accusativus (= "de steden")
1. urbes wordt eerst dativus, zoals het gerundium: urbes → urbibus
2. confirmando wordt vervolgens vrouwelijk meervoud, zoals het lijdend voorwerp: confirmando → confirmandis

Het resultaat van de operatie is dus geworden: utile (est) urbibus confirmandis = (het is) nuttig voor het versterken van de steden

## Bemerkingen
- De term pseudo-gerundivum (niet algemeen) wordt gegeven omdat het gerundium zich hier gedraagt als een adjectief, zoals het gelijkvormige (maar qua betekenis niet gelijke) gerundivum. Soms wordt ook weleens de term gerundivum pro gerundio gebruikt.
- Al is de oorspronkelijke (niet-aangepaste) constructie grammaticaal niet echt verkeerd, toch zouden de Romeinen de aangepaste versie met pseudo-gerundivum verkozen hebben.
- Om stilistische redenen wordt deze regel echter soms niet toegepast, bijvoorbeeld in opsommingen wanneer het resultaat onwelluidend zou klinken, of om meer nadruk te leggen op de onderdelen van de opsomming. Een paar voorbeelden:
  - ars vera ac falsa diiudicandi (= de kunst om waarheid en leugen van elkaar te onderscheiden) blijft best onveranderd, aangezien het resultaat [→ ars verorum ac falsorum diiudicandorum] onwelluidend zou klinken
  - neque consilium habendi neque arma capiendi spatium eis datur (= ze krijgen niet de tijd om overleg te plegen, noch om de wapens te grijpen) blijft best onveranderd: op die manier krijgt het parallellisme tussen beide leden van de opsomming meer nadruk.

algemene Latijnse vervoegingen en verbuigingen · accusativus cum infinitivo (AcI) · accusativus cum participio (AcP) · nominativus cum infinitivo (NcI) · participium praesentis activi (PPA) · perfectum · imperfectum · plusquamperfectum · futurum · futurum exactum · subjects- en objectsaccusativus · reflexief persoonlijk voornaamwoord · predicatieve bepaling · adverbium · participium perfecti passivi (PPP) · passivum · activum · gerundium · gerundivum · praesens · praesens historicum · comparativus · superlativus · supinum · participium · declinatie · ablativus absolutus · dativus possessivus